# Rio Brădetul (Teleajen)
O Rio Brădetul é um rio da Romênia afluente do Rio Teleajen, localizado no distrito de Prahova.